# 미국 국가안보국
국가안보국(國家安保局, 영어: National Security Agency, NSA)은 미국 연방 정부의 해독 첩보국으로 미국 국방부 소속이다. 1952년 11월 4일 해리 트루먼 대통령에 의해 창설되어, 해외 통신과 해외 신호 정보의 수집과 분석을 책임진다. NSA는 암호 해독 분석에 관여하고 타국의 유사한 기관에게서 미국의 정부 통신과 정보 시스템에 책임을 진다.
2014년 현재 NSA는 미국 연방 컴퓨터 네트워크를 모니터하도록 지시되어 그들을 공격에서 보호하고 있다. NSA는 미국 정보 공통체의 핵심부인데 국립 첩보 지도자에 의해 지휘된다. 중앙 보안 서비스는 NSA와 미국 육군 해독국 사이의 첩보 활동을 협조, 조정하도록 창설되었다. NSA의 작업은 공동체 첩보에 국한된다. 그것은 야전 또는 인간 첩보 활동을 수행하지는 않는다. 법적으로 NSA의 첩보 수집은 해외 통신에만 국한되었지만 기관이 이들이 법을 항상 준수하는 것이 아니라는 많은 보고가 있었다.
미 정보기관중 가장 큰 규모와 막강한 정보수집력을 갖고 있는 것이 NSA다. NSA는 석사급 이상의 학력을 가진 3만8000여 명의 요원들이 근무하고 있다. 정보수집 대상국의 암호를 해독하기 위해 세계최대의 수학자 채용기관이며 슈퍼컴퓨터를 보유하고 있다. 한 해 예산은 80억달러(8조원)이다.
2013년 PRISM과 관련해 NSA의 무영장 감시 논란이 문제되고 있다.
NSA 코드브레이커 챌린지라는 보안관련 대회를 매년 열고 있다.

## 역사
미국 국가안보국의 기원은 1917년 4월 28로 거슬러 올라가며, 이 시기는 미국 의회가 제1차 세계 대전 당시 독일에 전쟁을 선포한지 3주가 지난 뒤이다. 코드와 암호 해독 부문이 "Cable and Telegraph Section"(Cipher Bureau)이라는 이름으로 설립되었다. 본부는 워싱턴 DC에 위치하였고 직접적인 의회 권한 없이 행정부 관할 하에 수행되는 전쟁 활동의 일부분이었다.

## 작전

### 임무
미국 국방부 산하 NSA는 세계 최대의 수학자 채용 단일기관이며, 슈퍼컴퓨터를 보유한 세계 최대의 단일기관이다. 워싱턴포스트는 NSA가 매일 17조 개의 이메일, 전화통화를 수집하고 있다고 보도했다. NSA는 첨단장비를 활용한 신호정보 수집에 주력한다.

## 사이버 부대(해커 부대)
2013년 3월 12일 NSA 키스 알렉산더 국장은 미국 상원 사법위원회에서 국방부가 사이버상에서 공격력을 갖춘 부대를 창설할 것이며 이 부대는 13개 팀으로 구성되며 각각 별도 임무를 수행할 것이라고 말했다.

## 같이 보기
- 에드워드 스노든
- 미국 국방부
- PRISM (감시 프로그램)
- 테러리스트 감시 프로그램
- NSA의 외국정상 도청 사건
- 제777사령부 - 한국의 NSA